# Rinorea cafassi
Rinorea cafassi är en violväxtart som beskrevs av Emilio Chiovenda. Rinorea cafassi ingår i släktet Rinorea och familjen violväxter. Inga underarter finns listade i Catalogue of Life.